# Музей социалистического искусства
Музей социалистического искусства (болг. Музей на социалистическото изкуство) — музей в Софии, филиал Национальной художественной галереи Болгарии. Основан 19 сентября 2011 года.
Музей стал первым в Болгарии хранилищем, где собираются и экспонируются образцы болгарского искусства, созданные в 1944—1989 годах и тематически связанные с эпохой социализма в Болгарии.

## Музейный комплекс
Музейный комплекс включает парк, художественную галерею и видеозал.
Парк занимает площадь 7500 м². В нём расположены 77 произведений монументальной скульптуры, в основном статуи и бюсты известных болгарских и советских коммунистов — Владимира Ленина, Георгия Димитрова, Димитра Благоева, Васила Коларова, Тодора Живкова и других социалистических деятелей. Остальные скульптуры являются типичными образцами соцреализма — это изображения партизан, красноармейцев, рабочих и колхозников.
Художественная галерея имеет площадь 550 м². В ней экспонируются 60 живописных полотен и 25 произведений станкового искусства.
Видеозал демонстрирует документальные фильмы, снятые в эпоху социализма в Болгарии. При видеозале находится магазин, где продаются сувениры — подлинные предметы эпохи социализма и современные их копии.

## Красная звезда Дома Партии

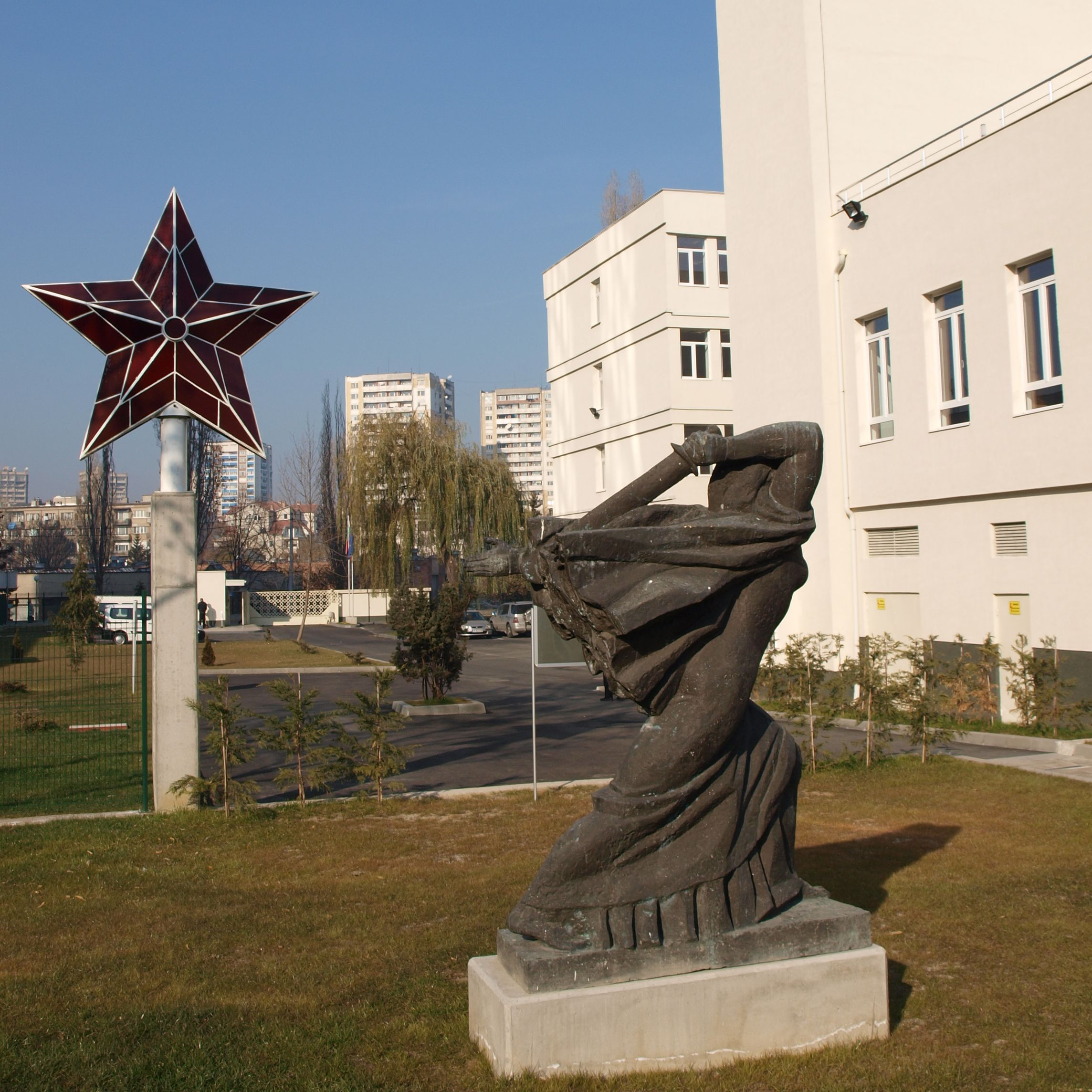
Красная звезда № 1

Справа от входа в парк музея находится оригинальная красная звезда — символ социализма и коммунизма в Народной Республике Болгарии, которая с 1954 по 1984 годы возвышалась над Домом Партии — резиденцией Центрального комитета Болгарской коммунистической партии в центре Софии.
Красная звезда № 1 была размещена на башне Дома Партии в Софии в 1954 г. Решением № 648 ЦК БКП от 25 июля 1984 года было утверждено проектирование и установка новой звезды — так называемой «Звезды № 2». Проект её был основан на конструкции Кремлёвских звёзд в Москве. Покупка, доставка и монтаж новой звезды осуществлены болгарской внешнеторговой организацией Техноимпортэкспорт.
Звезда № 2 изготовлена из синтетического рубина. По проектным оценкам советских специалистов, диаметр её должен был составить 3 метра, её опорная часть (шпиль) — иметь высоту 2 м, а вес не должен был превышать 1,2 тонны. Фактически звезда была выполнена диаметром в 2,5 м. Болгарский проектировщик — профессор архитектуры Иван Иванчев. Максимальная толщина в центре составила 700 мм. Внутри звезды должен был находиться источник света мощностью 5000 Ватт. Световой поток распределялся равномерно через все фасеты объёмным рефрактором из зеркал. Отдельные фасеты были размером 800 на 300 мм. Звезда была рассчитана на эксплуатацию при температуре воздуха от −27,5 оС до +37,4 оС.
Золотое покрытие рубиновой звезды выполнено на заводе «Коммуна» в г. Сопот, Болгария. Оборудование привезено из СССР. Ноу-хау, производство, упаковка и дополнительное оборудование звезды, заказанное в СССР, обошлись в сумму 573 246 рублей. Ещё 14 643 рублей были заложены в бюджет на дополнительные расходы по транспортировке и монтажу.
Решением 39-го конгресса Болгарской социалистической партии эта звезда была снята с башни Дома Партии, а на её место установлен флаг Болгарии. Асен Панайотов, один из деятелей Болгарской социалистической партии, вспоминает:
Мы сняли её за 3 минуты, где-то около 9-ти часов утра 4 октября 1990 года. Вертолёт перенёс её на поле возле села Долни-Богров. В 5 часов следующим утром мы погрузили её на прицеп военного грузовика и вернули в Дом Партии. В связи с большим размером она поместилась только в гараже Тодора Живкова. Чтобы въехать в ворота гаража, пришлось приспустить шины грузовика. Мы сняли позолоченные детали отделки корпуса и передали их по протоколу в Болгарский народный банк. Из них было получено около 2 кг золота. Стекло было многослойное, техническое, никаких рубинов там не было. Оно также было снято. Стальной каркас остался в гараже и, вероятно, был сдан в металлолом.

## Другие отделы и учреждения
Здание музея является новым, в нём находится несколько структур министерства культуры Болгарии — Государственный фольклорный ансамбль «Филип Кутев», Национальный институт архитектурного наследия, компания «Реставрация», региональный центр сохранения нематериального культурного наследия Юго-Восточной Европы под эгидой ЮНЕСКО, подразделения Национальной художественной галереи.

## Общественное мнение
Многие статуи, бюсты и барельефы сделаны из меди, бронзы и других ценных металлов. Тем не менее они не были переплавлены, а были бережно сохранены на протяжении более 20 лет, пока не были собраны в музее в 2011 г. Кроме них, в Болгарии по сей день сохранены около 400 памятников русским, среди которых немало советских — Алёша, Памятник Советской армии и др.
Через двадцать с лишним лет после ухода БКП из власти и через десять лет после смерти Тодора Живкова четверть болгарских граждан все ещё испытывают ностальгию по эпохе социализма. Опираясь на эту статистику, в ноябре 2010 премьер-министр Болгарии Бойко Борисов заявил по телевидению:
Если мы успеем сделать хоть одну сотую долю того, что построил для Болгарии Тодор Живков, и что было сделано за эти годы, это стало бы огромным успехом для правительства. Тот факт, что через 20 лет после его ухода из власти никто его не забывает, показывает, как много он сделал. Мы уже 20 лет приватизируем то, что было построено тогда.
Правые политические партии Болгарии были категорически против создания музея. 20 сентября 2010 г. СДС выступил с декларацией по поводу открытия Музея социалистического искусства. В ней говорится:
Мы являемся свидетелями ещё одной попытки переписать историю. Попытки, которая выходит за рамки реабилитации коммунистического режима, к которой в настоящее время уже все привыкли. Это — попытка партии ГЕРБ указать нам, что такое социализм и коммунизм, и что такое — искусство. Мы спрашиваем: как были отобраны произведения, экспонированные в музее? Кто и по каким критериям определил эти экспонаты, как «искусство»? Почему экспозиция была названа «Музей социалистического искусства», а не «тоталитарного» или хотя бы «коммунистического», что на порядок ближе к истине? В чьей собственности находятся экспонаты этого так называемого «музея»? Почему не был объявлен конкурс на создание этого музея и управление им? Мы считаем недопустимым переписывание истории на основе экспонатов, полученных из фондов ЦК БКП. СДС помнит результаты этого управления. СДС помнит истинную историю этого преступного тоталитарного режима. СДС не позволит эту историю переписать. СДС не допустит возвращения авторитарного управления в Болгарии. Мы в свою очередь выступаем за создание «Музея тоталитаризма», который бы напоминал обо всех сторонах этого режима и чтил бы память людей, чьи судьбы сложились трагически.
Отношение болгарского общества к эпохе социализма и СССР сильно отличается от общественного мнения в остальных странах Европейского союза, где, по мнению Игоря Чебыкина:
Этот исторический пласт является и полем битвы, и, одновременно, объектом удара. По нашей истории, по нашей памяти бьют изо всех пропагандистских пушек, поливают котлами кипящей клеветы, замешанной на желчи и злобе. Не брезгуют никаким оружием. Бьют и спереди, и с тыла, и свои, и чужие. Разбираться в истории, аккуратно отделяя зёрна от плевел, чёрное от белого, достойное от недостойное, у бьющих желания нет. Никакого. Цель одна: представить советскую историю этаким одним большим бараком, пустым, зловещим и гулким, как сохранившиеся бараки концлагеря Освенцим, который освобождали советские солдаты. Чтобы если и вспоминали об этой истории, то исключительно со страхом, ненавистью и отвращением.

## Галерея

Парк Музея социалистического искусства в Софии
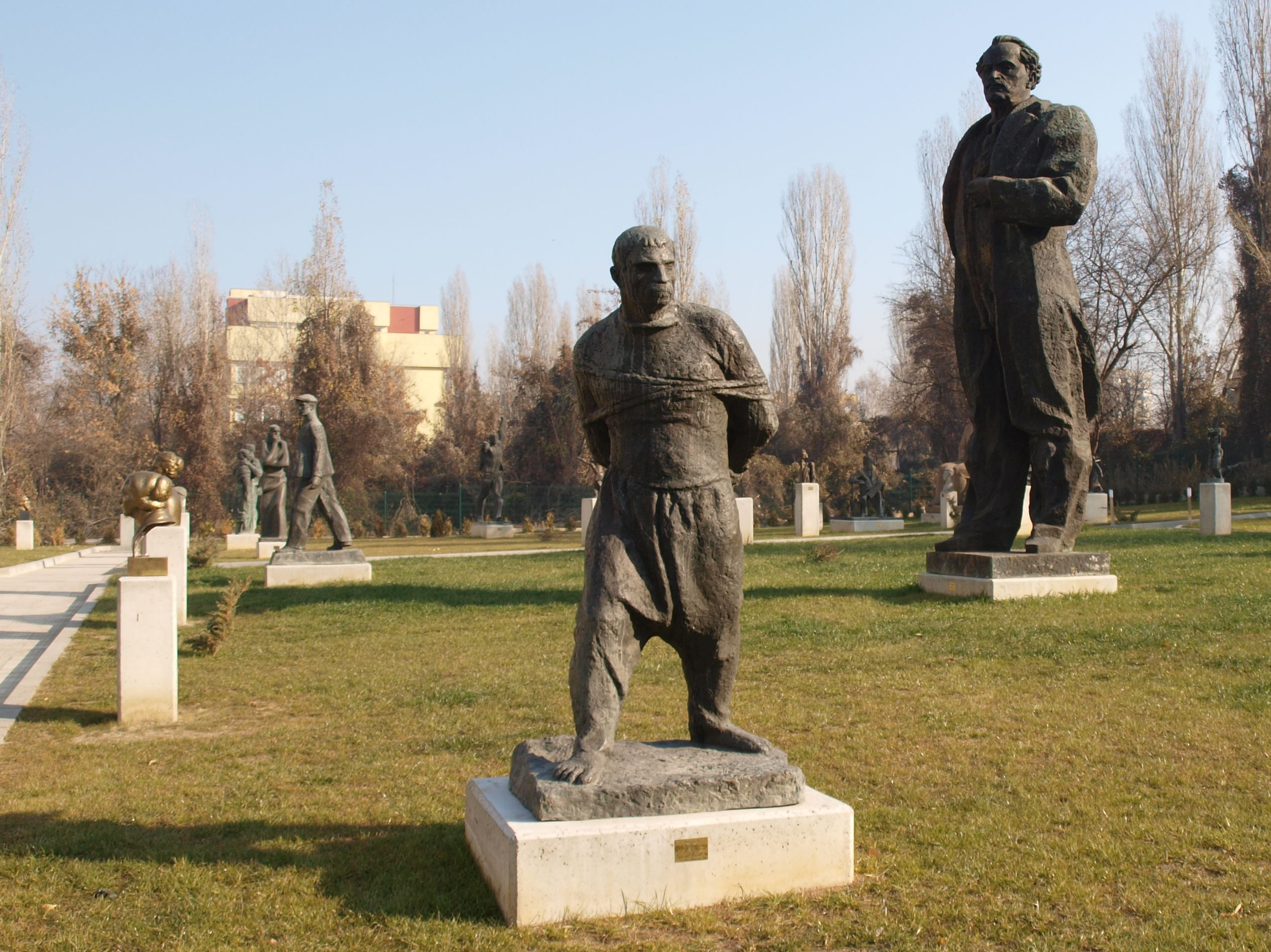
Пленный партизан и Георгий Димитров
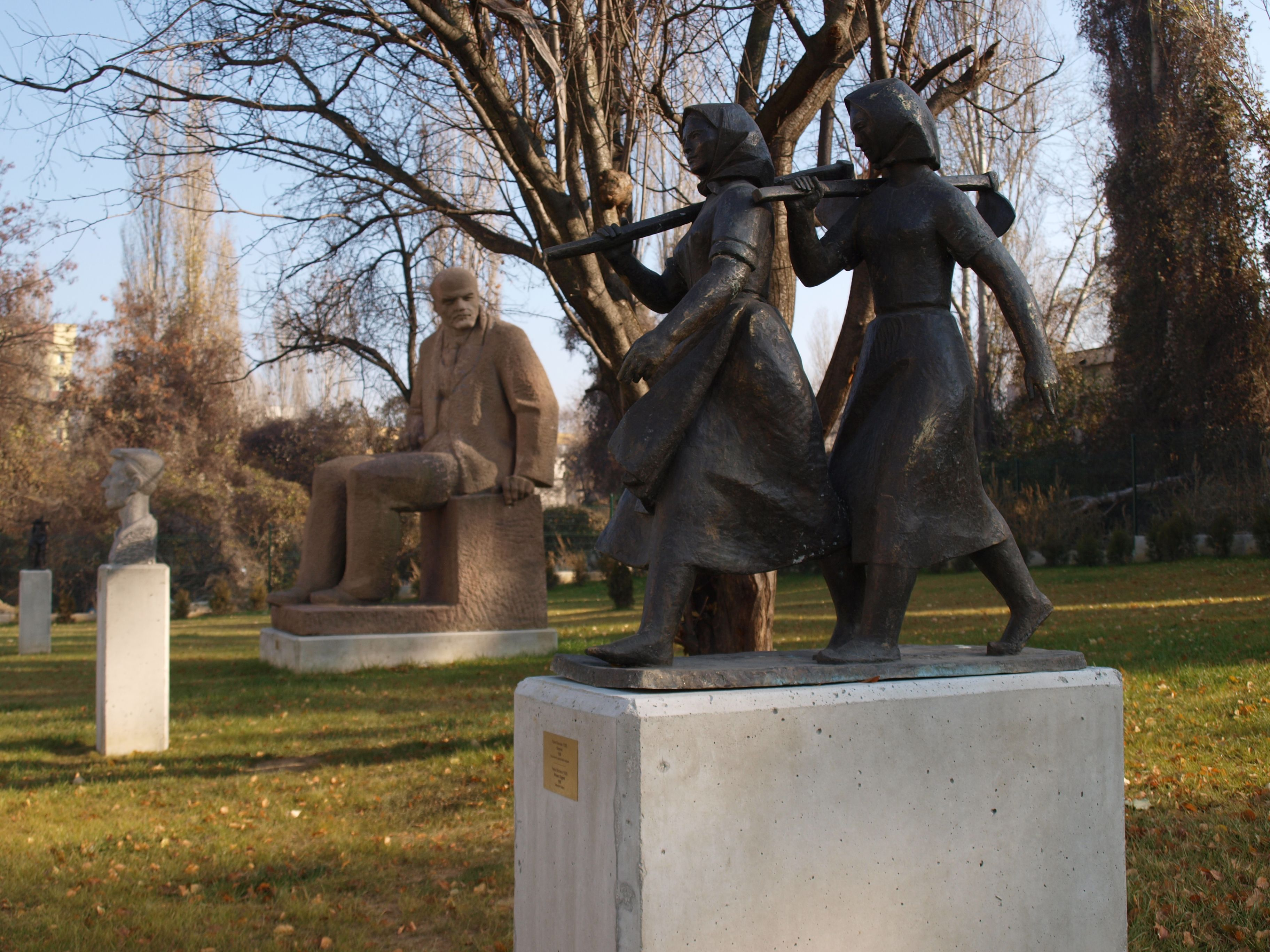
Ленин и колхозники
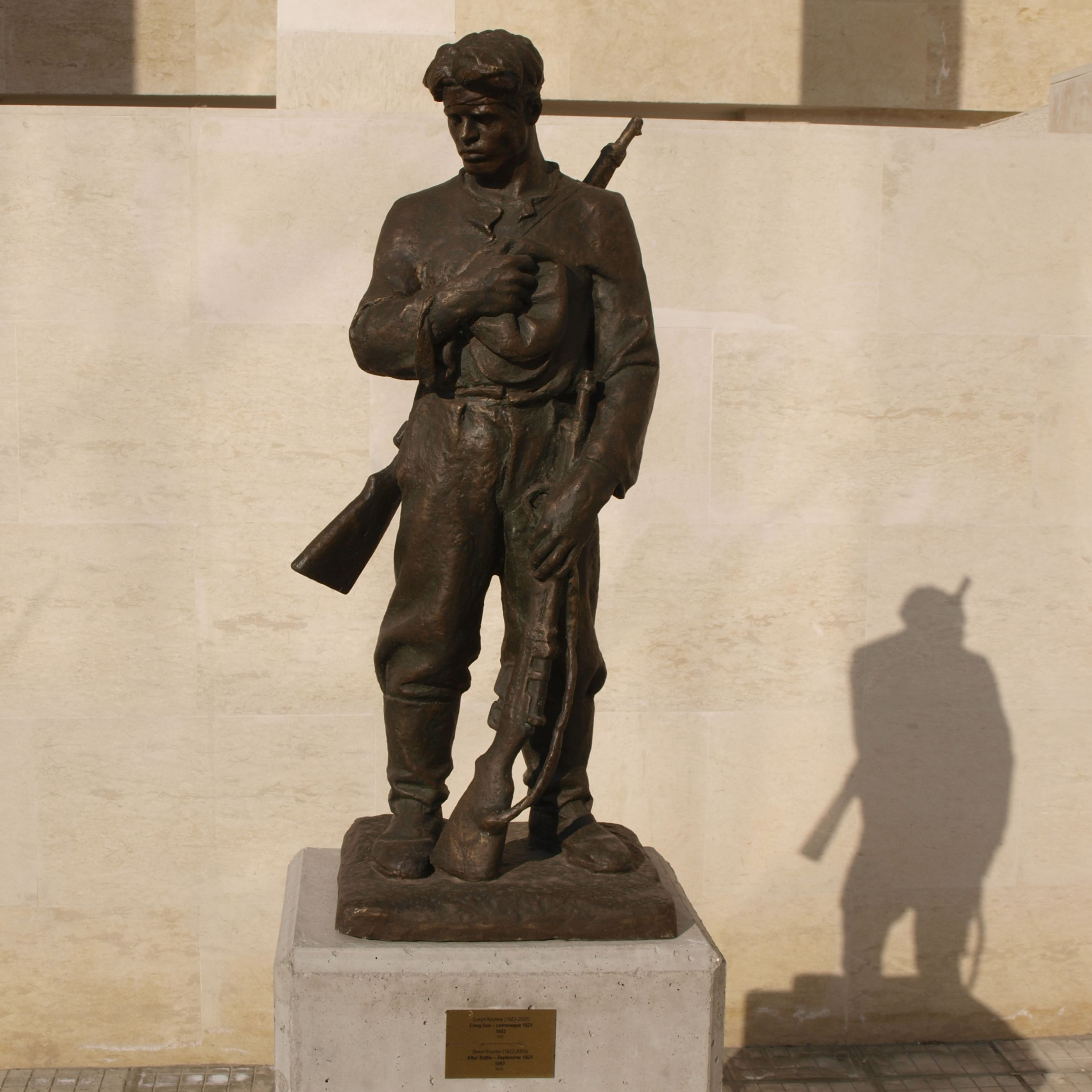
Участник Сентябрьского восстания в Болгарии (1923)
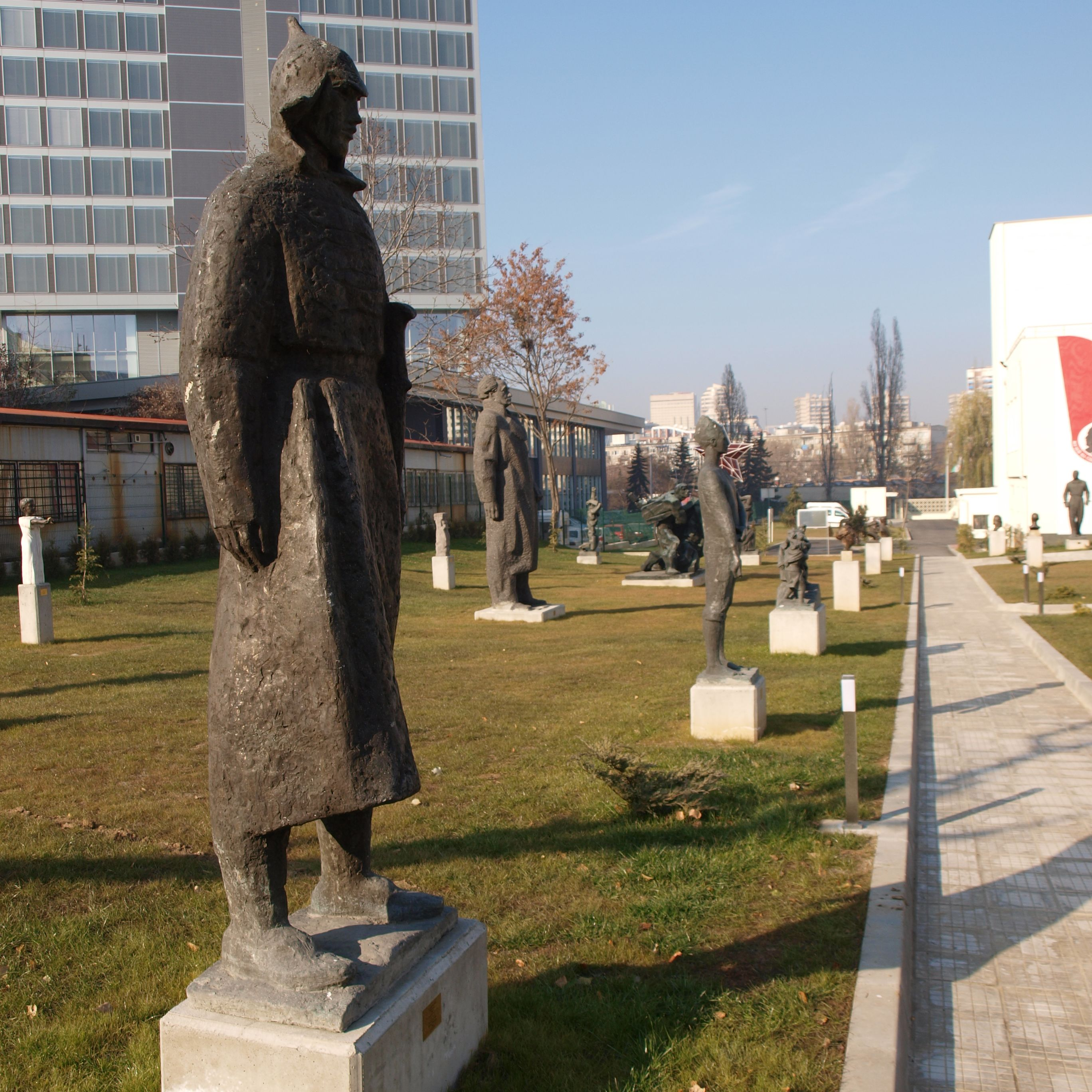
Красноармеец
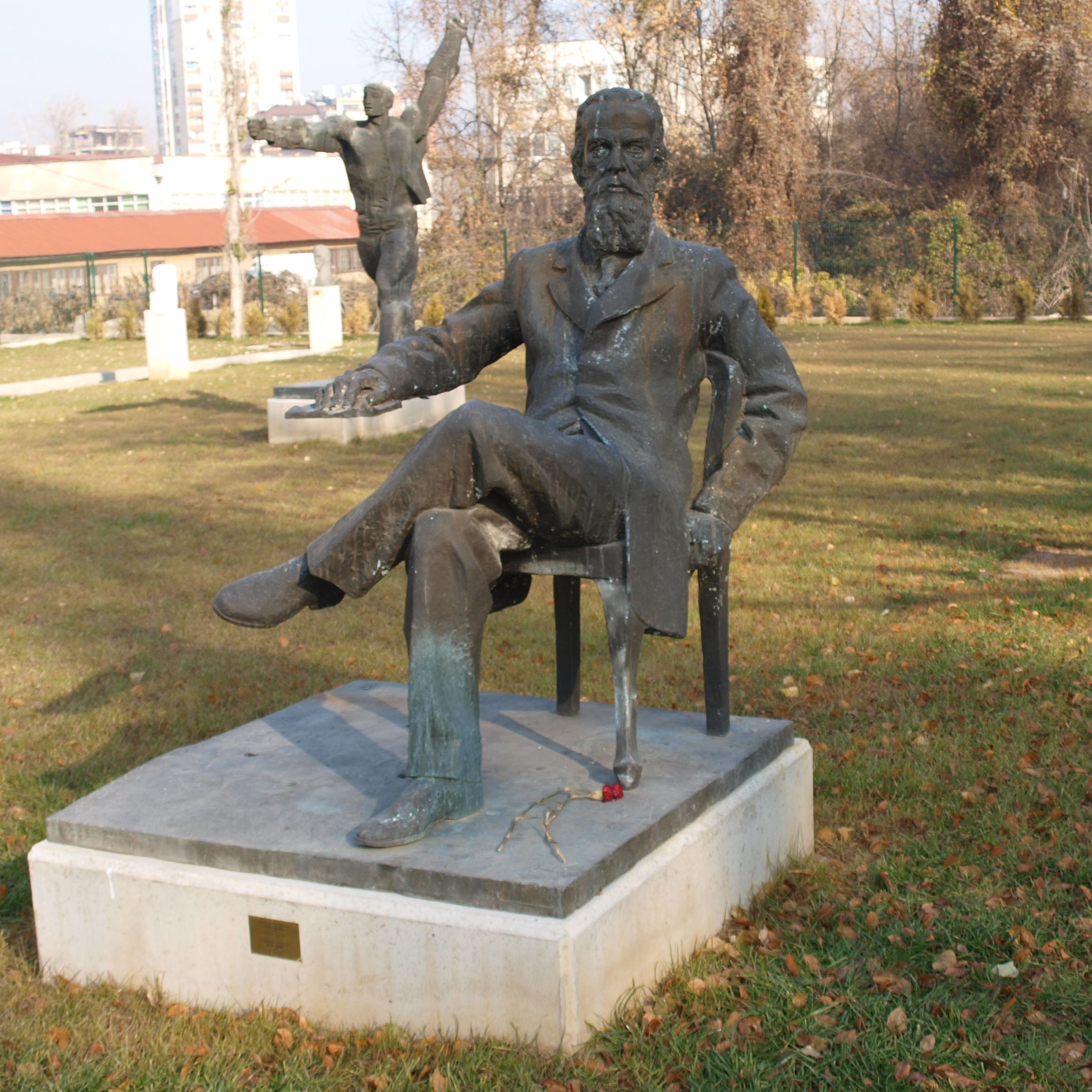
Димитр Благоев
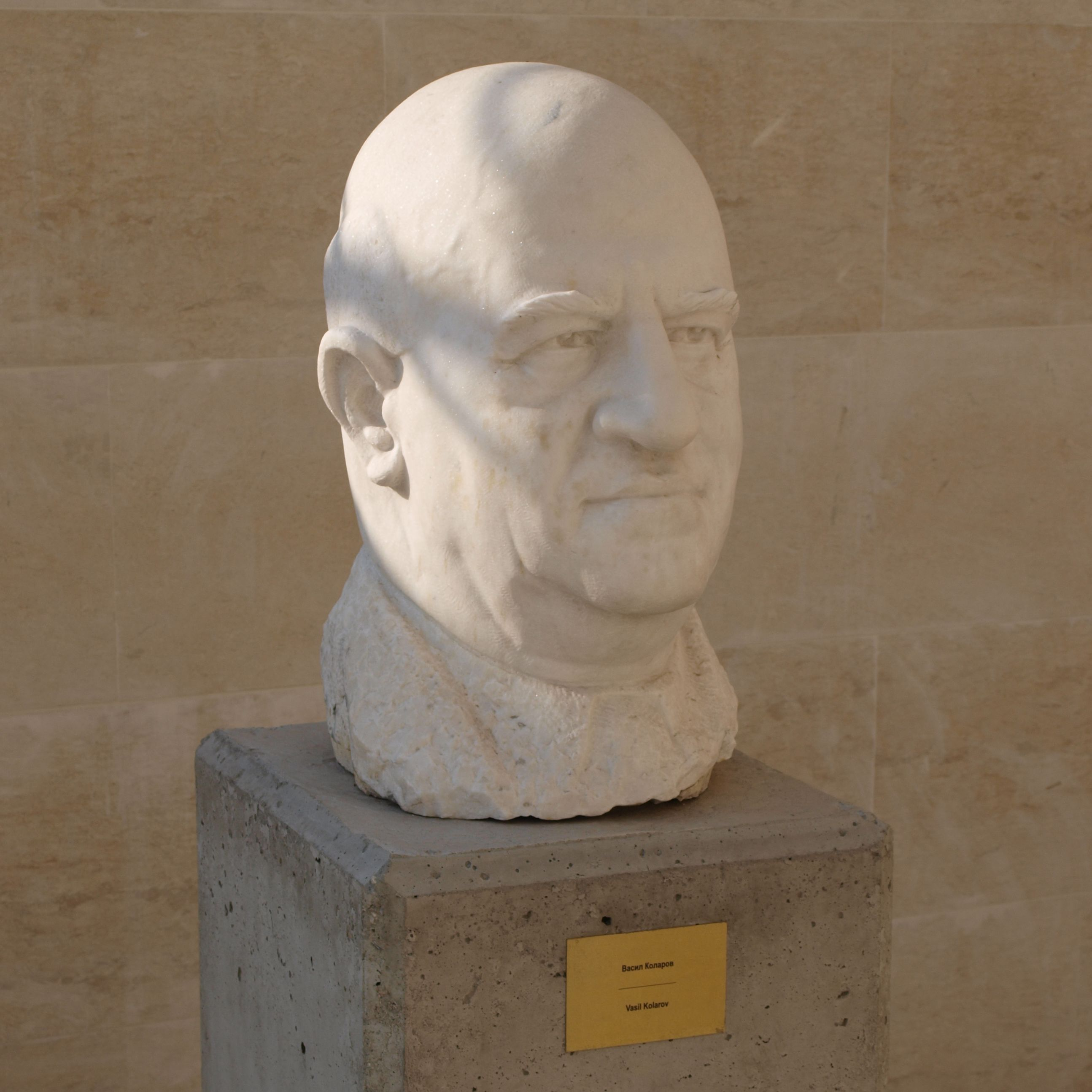
Васил Коларов
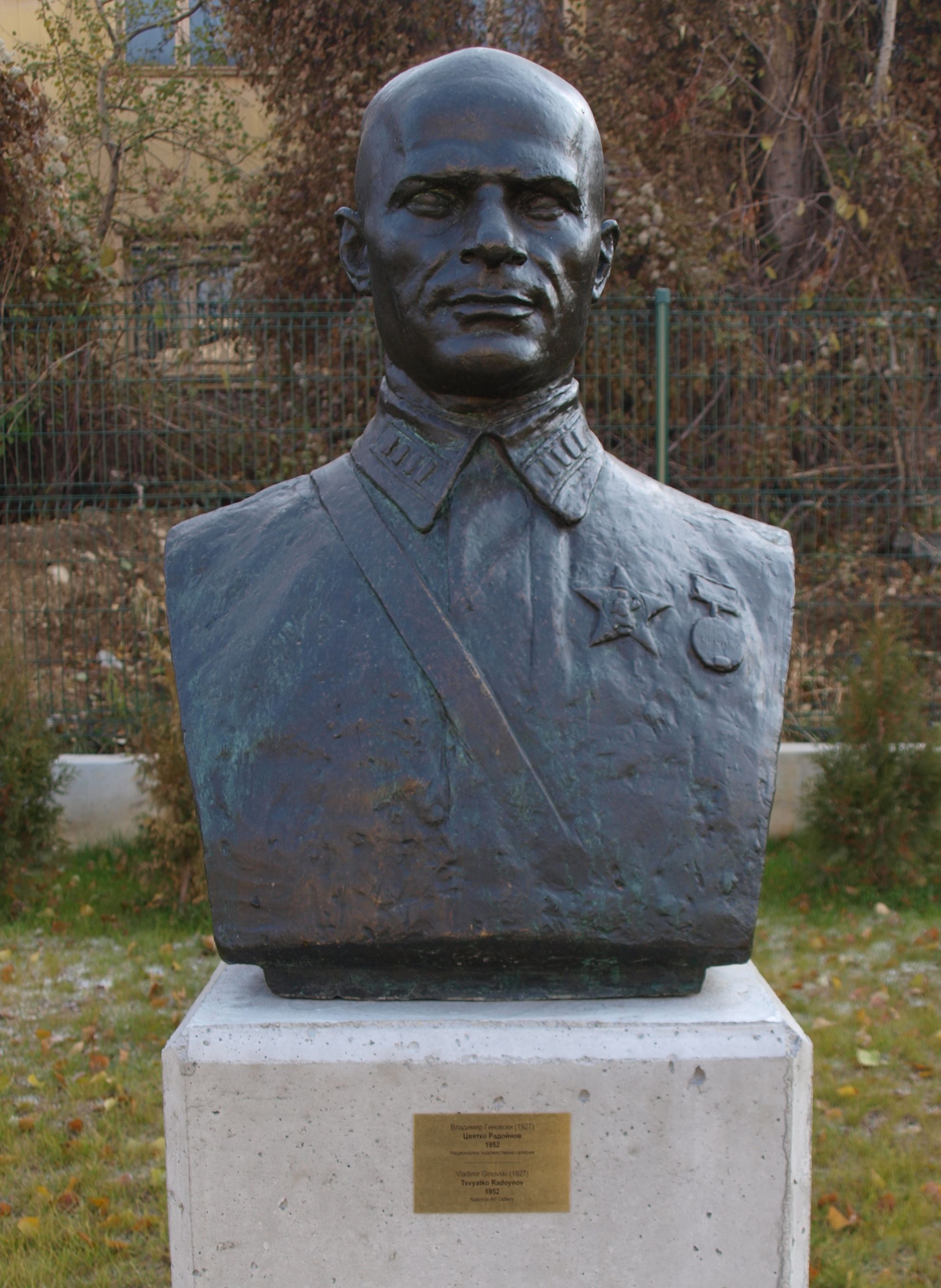
Цвятко Радойнов
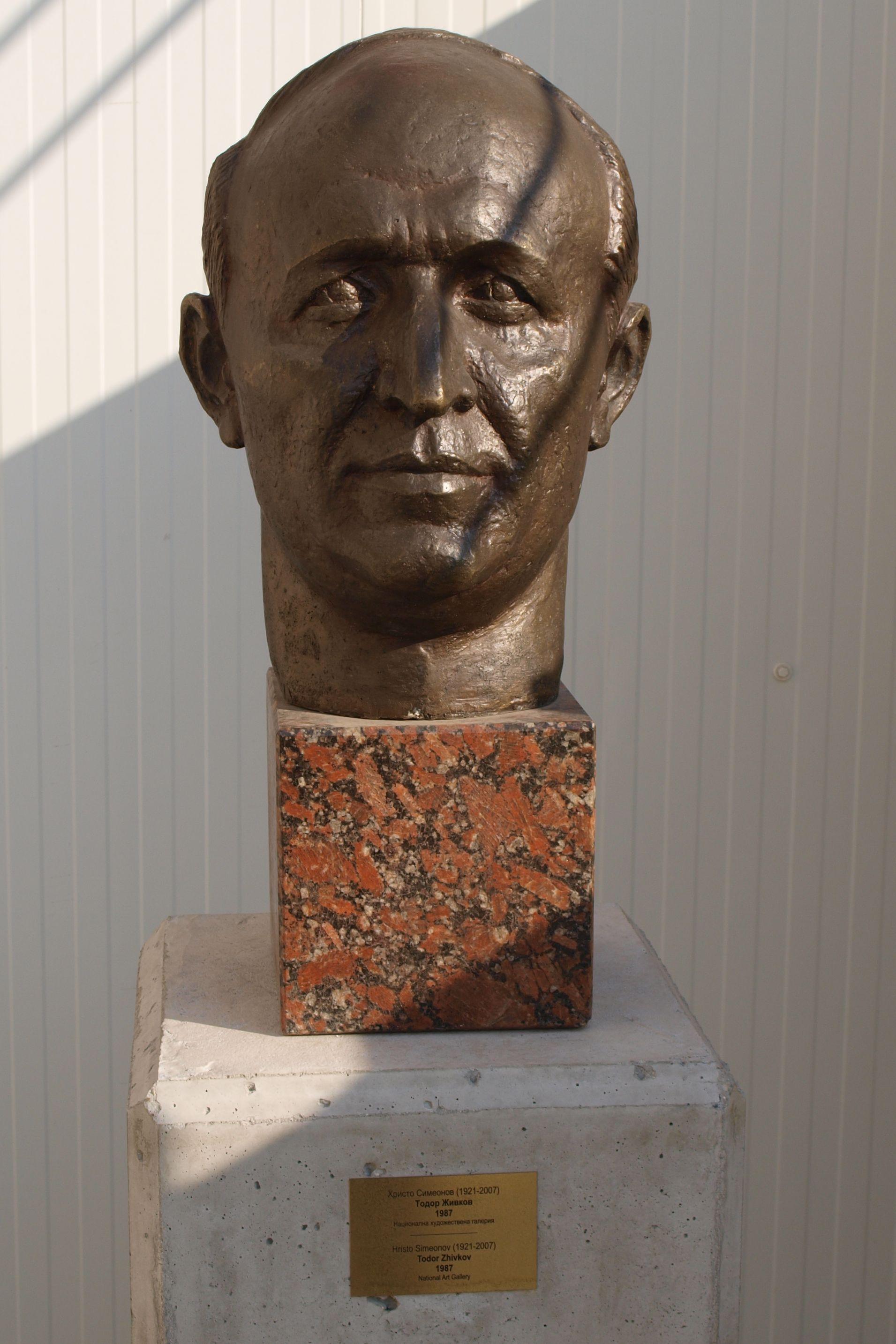
Тодор Живков
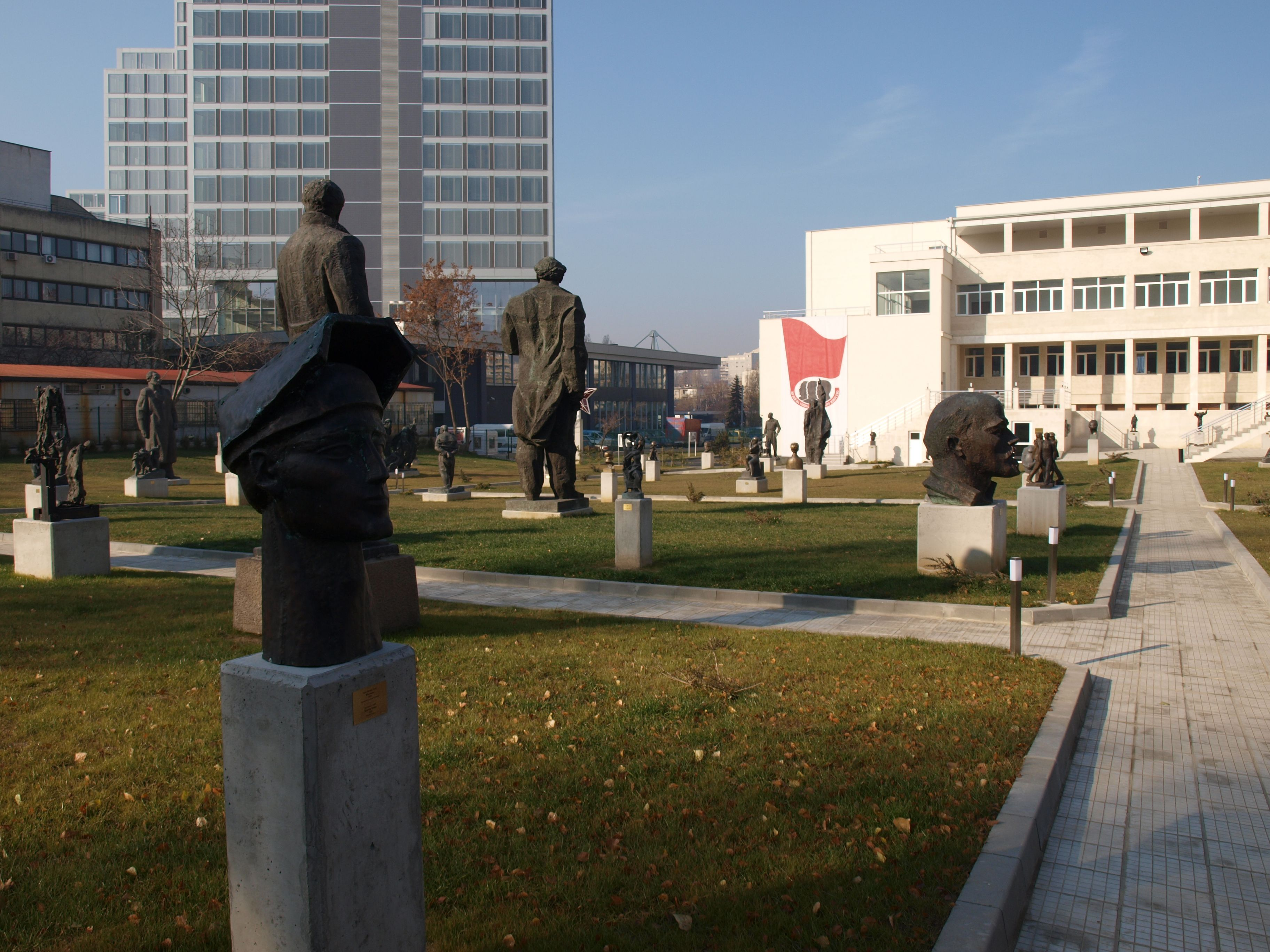
Сварщик